# 한국주택협회
한국주택협회(韓國住宅協會, Korea Housing Association)는 주택건설산업의 건전한 발전 및 국민 주거복지 향상을 위해 설립된 사단법인이다. 서울특별시 강남구 언주로 711 (논현동 71-2 건설회관 4층)에 위치하고 있다.

## 연혁
- 1978년 5월 29일 사단법인 한국주택사업협회 설립인가. 초대 김형종 회장 취임
- 1978년 9월 15일 2~5대 최종성 회장 연임
- 1989년	3월 9일 7대 류근창 회장 취임
- 1990년	4월 15일 월간 '주택회보' 발간
- 1992년	3월 11일 8대 류근창 회장 취임
- 1993년 3월 26일 사단법인 한국주택사업협회 해산 및 한국주택협회 창립. 초대 류근창 회장 취임
- 1993년 4월 23일 한국주택협회 설립인가
- 1993년	5월 31일 주택공원전시관 개관
- 1996년	3월 23일 2대 이충길 회장 취임
- 1999년	3월 24일 3대 이순목 회장 취임
- 2001년	3월 24일 4대 이중근 회장 취임
- 2004년	3월 24일 5대 이방주 회장 취임
- 2007년	3월 30일 6대 신 훈 회장 취임
- 2009년	3월 25일 7대 김정중 회장 취임
- 2010년	3월 25일 8대 김중겸 회장 취임
- 2012년	3월 21일 9대 박창민 회장 취임
- 2013년	3월 28일 10대 박창민 회장 취임
- 2016년 5월 24일 11대 김한기[3] 회장 취임
- 2019년 3월 19일 13대 김대철 회장 취임
- 2022년 9월 23일 14대 윤영준 회장 취임

## 조직

### 전무
- 기획본부
- 정책본부
- 산업본부
- 경영본부

## 부설 시설
- 주택전시관(2015.7.1 성남시 반납)

## 같이 보기
- 한국토지주택공사
- 한국주택금융공사
- 한국주택은행(現 국민은행)
- 대한주택도시보증공사
- 대한주택건설협회
- 대한건설협회
- 건설단체총연합회